# Xador

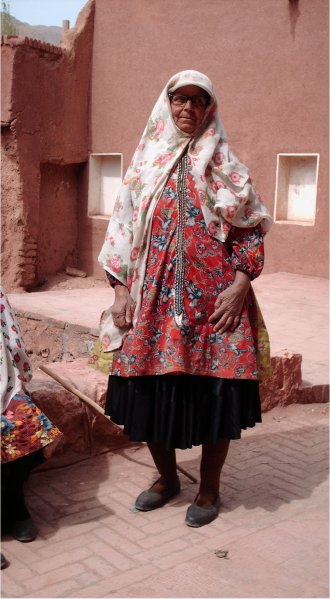
Xador blanc amb flors vermelles, tradicional a Natanz (cap al centre de l'Iran)

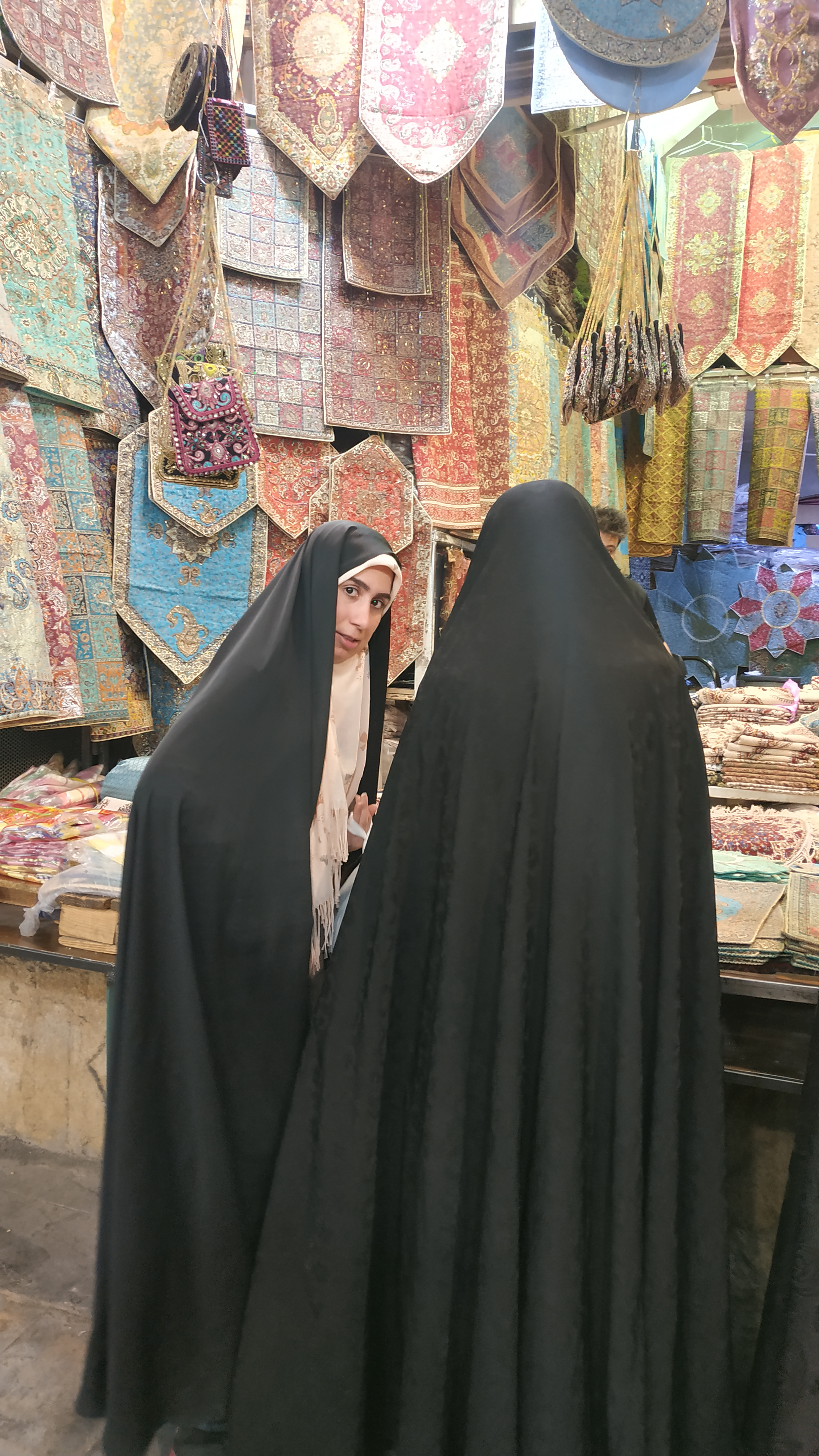
Xadors negres a Fars (sud-oest de l'Iran)

El xador (del persa چادر, chādar, literalment ‘tenda’) és una peça de vestir àmplia amb què algunes dones musulmanes, especialment les xiïtes de l'Iran i l'Afganistan, es cobreixen el cap i el cos i, de vegades, la cara. Amb la Revolució islàmica del 1979 es va imposar l'ús obligatori a l'Iran, situació que a hores d'ara es manté, amb certa relaxació en la seva forma i disseny.
Aquesta peça és un gran mocador semicircular que queda obert per davant, sense botonadures ni costures. Es posa per sobre del cap i el cos, de vegades ajustat a sota el coll, a un costat, amb una agulla decorativa. Segons les regions poden ser negre o bé de colors, sovint estampades. Aquesta peça es posa per sobre de totes les altres i, especialment al camp, pot ser més curta.
La tradició de dur el cap cobert és freqüent en diverses religions originades en pobles semítics, inclosos el judaisme i el cristianisme, tot i que el seu ús és poc freqüent actualment i sol estar restringit el seu ús en cerimònies religioses (mantellina, vel). Amb tot cal no confondre'l amb altres peces de vestimenta usades arreu de l'Islam com el hijab, l'amira, el nicab, la burca o l'abaia.